# Ekvatorska Gvineja
Ekvatorska Gvineja ili Ekvatorijalna Gvineja (španjolski: Guinea Ecuatorial) je država u središnjoj Africi. Zemlja površine približno polovice Hrvatske (28.051 četvornih kilometara) ima nešto više od 700 tisuća stanovnika (ne postoje pouzdani podaci, neke procjene govore čak i o tri milijuna stanovnika), te je jedina afrička zemlja u kojoj je službeni jezik španjolski.
Na zapadu izlazi Ekvatorska Gvineja – koju usprkos imenu ekvator ne presijeca niti u jednoj točki – na Gvinejski zaljev, dio Atlantskog oceana. Država graniči s Kamerunom na sjeveru te Gabonom na istoku i jugu. Uz matično afričko kopno zemlja obuhvaća i pet otoka od kojih je najveći Bioko (prije zvan Fernando Po) na kojem se nalazi i glavni grad Malabo. Bioko je udaljen oko 40 km od najbližeg kamerunskog kopna i oko 200 km od matice.
Neovisnost od Španjoske je 1968. godine postignuo prvi predsjednik Francisco Macias Ngueme.
Ekvatorska Gvineja je, usprkos relativno maloj površini i broju stanovnika, zajednica velikog broja etničkih skupina od kojih je najznačajniji narod Fang. Otkriće velikih zaliha nafte u drugoj polovici 1990-ih preobrazilo je gospodarstvo dotada jedne od slabije razvijenih afričkih zemalja. Ipak, većina stanovništva – koje je u principu slabo obrazovano i ne vlada vještinama potrebnima za moderno privrjeđivanje – tek treba osjetiti naglo povećanje nacionalnog bogatstva.

## Zemljopis
Od uske obalne nizine reljef se uzdiže prema unutrašnjosti sve do ogranaka gabonskih Kristalnih planina, Monts de Cristal, na nadmorskoj visini od 1200 metara. Glavni grad Malabo nalazi se na vulkanskom otoku Bioko udaljenom 40 kilometara od obale Kameruna. Na njemu se nalazi i najviši vrh Ekvatorske Gvineje, Pico de Sana Isabel, koji se još zove i Pico Basilé, visok 3008 metara. Uz ostale manje otoke državnom teritoriju pripada i otok Pagalu (Annobón) smješten južno od Svetog Tome i Principa.

### Klima i vegetacija
U Ekvatorskoj Gvineji vlada tropska, vruća i vlažna klima s prosječnom godišnjom temperaturom od oko 25 °C. Prosječna godišnja količina oborina iznosi oko 2000 mm. U zemlji živi raznovrstan životinjski svijet. U kišnim šumama oko Mbinija stanište je najraširenijih vrsta majmuna – zapadnih nizinskih gorila, čimpanza, repatih majmuna. Šume mangrova u priobalju kriju istinski ptičji raj. Sustav slivova Mbinija životni je prostor krokodila, vodenkonja i močvarnih antilopa lečve. Posebnost otoka Bioka su mandrili, odnosno vrsta pavijana kojima prijeti izumiranje.

## Povijest

### Prapovijest
U kontinentalnom dijelu zemlje, vjeruje se da su živjeli Pigmejci od kojih su ostali samo izolirani džepovi koji sada žive u južnim dijelovima Rijeke Muni. Seobe Bantu naroda između 18. i 20. stoljeća dovele su obalna plemena, a kasnije narod Fang. Elementi potonjih možda su stvorili narod Bubi, koji je premješten iz Kameruna u Rijeku Muni i Bioko u nekoliko valova i uamijenio bivšu neolitsku populaciju. Stanovništvo Annobóna, podrijetlom iz Angole, uvezli su Portugalci putem otoka Svetog Tome.

### Portugalska i španjolska vlast
Portugalski istraživač Fernão do Po, tražeći put do Indije, je prvi Europljanin kojemu se pripisuje otkriće otoka Bioko godine 1472. On je otok nazvao Formosa ("Lijepi"), ali je brzo preimenovan po njemu u "Fernando Po". Otoke Fernando Po i Annobón Portugalci su kolonizirali 1474.
Godine 1778., kraljica Marija I. od Portugala i kralj Karlo III. od Španjolske) potpisali su ugovor iz El Parda kojim su Bioko, susjedni otočići i komercijalna prava na kopnu između rijeka Niger i Ogoue pripali Španjolskoj. Španjolska je time stekla pristup izvoru robova. Između 1778. i 1810., teritorijem Ekvatorske Gvineja je upravljao potkralj od Rio de la Plate sa sjedištem u Buenos Airesu.
Od 1827. do 1843., Velika Britanija je imala bazu na Bioku za borbu protiv trgovine robljem, koju je potom preselila u Sierra Leone nakon dogovora sa Španjolskom godine 1843. Godine 1844., obnovom španjolskog suvereniteta, postala je poznata kao "Španjolski teritoriji Zaljeva Ekvatorske Gvineje" (Territorios Españoles del Golfo de Guinea Ecuatorial). Španjolski doseljenici stizali su u kopneni dio, Rijeku Muni, koji je godine 1885. postao protektorat a godine 1900. kolonija. Sporovi oko kopnenog dijela bili su razriješeni Ugovorom iz Pariza godine 1900. te su postupno kontinentalna područja upravno ujedinjena pod španjolskom vlasti. Između 1926. i 1959. su bili ujedinjeni kao kolonija Španjolska Gvineja.

### Postkolonijalno razdoblje
U rujnu 1968., Francisco Macías Nguema je izabran kao prvi predsjednik Ekvatorijalne Gvineje, a neovisnost je priznata 12. listopada 1968. U srpnju 1970., Nguema je oblikovao unitarnu državu.
Njegov režim i teror dovode do smrti ili izgnanstva jedne trećine stanovništva. Smatra se da je od tadašnjih 300 000 stanovnika, oko 80 000 ubijeno. Tijekom 11 godina diktature ekonomija je propala a stručni strani radnici su otišli.
Teodoro Obiang je smijenio s vlasti Francisca Macíasa Nguemu, 3. kolovozaa 1979., u krvavom državnom udaru.

## Stanovništvo
Većina ljudi Ekvatorske Gvineje su pripadnici raznih Bantu etničkih skupina. Zemlja ne raspolaže pouzadnim podacima o broju stanovnika, pa se procjene stanovništva kreću između pola

### Jezici
Oko 70% stanovnika koristi Ekvatogvinejski španjolski (španj.: Español ecuatoguineano) – varijantu španjolskog jezika koja se koristi u toj zemlji i odlikuje se izostavljanjem članova ispred imenica i nekim drugim pojednostavljivanjima jezika; taj se jezik koristi kao lingua franca i govornici ga govore kao drugi jezik, uz narodni jezik koji im je materinji. Narodni jezici su uglavnom iz Bantu skupine, i dosta se međusobno razlikuju.
Vladina službena internetska stranica navodi da: "...Španjolski je službeni upravni jezik i jezik obrazovanja, francuski je drugi službeni jezik a gotovo sve etničke skupine govore različite jezike pod nazivom bantu".

### Religija
Glavna religija Ekvatorske Gvineje je kršćanstvo koje je vjera oko 93% stanovništva. To su većinom rimokatolici (87%), dok su manjina protestanti (5%). Još oko 5% stanovništva slijedi autohtona vjerovanja a oko 2% čine muslimani, Bahá'í religija, i druga vjerovanja.

### Obrazovanje
Nominalno, obrazovanje je obavezno za svu djecu od 6 do 11 godina starosti. Međutim obrazovanje često prestaje čim djeca prime osnovna znanja o pisanju i računanju te šesti razred završi oko 45% djece (tako prema službenim procjenama, koje međutim ne raspolažu točnim podatcima koliko u zemlji uopće ima stanovnika, pa ni djece). Samo manji dio djece nastavlja daljnje obrazovanje.
Nacionalno sveučilište Ekvatorijalne Gvineje ima sveučilišne programe u području poljoprivrede, ribarstva i šumarstva (jedna ustanova za obje grane), obrazovanja (jedan fakultet), medicine, poslovnog upravitelja, inženjerstva (jedan fakultet za sve vrste inženjerstva) i društvenih snanosti (za pravo, politologiju, strane jezike i komunikologiju)

## Gospodarstvo
Najraširenija gospodarska grana je ekstenzivna poljoprivreda, koja međutim ne zadovoljava domaće potrebe za hranom. U pretkolonijalnom razdoblju krajem 1960.-ih godina država je izvozila 36 tisuća tona kakaa godišnje, ali je tijekom Nguemove diktature ta proizvodnja – kao i većina ekonomije, uostalom – upropaštena; današnja se proizvodnja procjenjuje na oko 5 tisuća tona godišnje.
Ribarska industrija je, s druge strane, moderna, makar mala. Izvozi se tuna.
Iz zemlje se izvoze znatne količine drva, oko 800.000 kubnih metara godišnje. Izvoze se uglavnom trupci. Svega 3% proizvodnje drva koristi se u samoj zemlji.
Zemlja ima znatna nalazišta nafte i plina, dijelom u podmorju na Atlantskom oceanu. Strane naftne kompanije su počev od sredine 1990.-ih godina organizirale suvremenu proizvodnju nafte i plina za izvoz, te predstavlja ta proizvodnja najznačajniji izvor prihoda za gospodarstvo zemlje – koje zahvaljujući toj proizvodnji (koja čini oko 4/5 vrijednosti narodnog proizvoda) ima nacionalni proizvod po glavi stanovnika na razini srednje razvijenih europskih zemalja. Obzirom na slabost domaćeg gospodarstva, slabu organizaciju državne uprave i nedostatak kvalificirane radne snage, učinak tako znatnih prihoda se ne uspijeva valorizirati na posve zadovoljavajući način: poslove na izgradnji cesta, luka, aerodroma i druge infrastrukture u cijelosti izvode strane kompanije.
U najnovije vrijeme, sagrađena je autocesta od 180 kilometara između grada Bate i zračne luke u Mongomeyenu – jednoga od tri osposobljena za međunarodni promet. Od oko 2.800 kilometara putova, asfaltirano je danas oko 80%; manja mjesta su međutim često povezana tek ugaženim zemljanim putovima. U zemlji ima tri luke koje mogu primiti brodove do 20.000 BRT, a domaća trgovačka mornarica praktički i ne postoji. Željeznice nema, a putnički promet između gradova se odvija autobusima i u nekim slučajevima brodićima.
Zemlja ima nominalno otvorenu ekonomiju s vrlo malo zakonskih ograničenja u trgovini i investicijama. Međutim je korupcija općeraširena, a primjena zakona posve neizvjesna, što poslovanje čini kompliciranim.

## Vojne i policijske snage
Ekvatorska Gvineja ima vojne snage od oko 2.500 pripadnika, od toga 200 u mornarici i 120 u ratnom zrakoplovstvu (2015. godine).
Policija nije osobito organizirana, a na dojave o kriminalu često reagira tek sporo. U mnogim slučajevima prijavljenih kaznenih djela uopće ne provodi kriminalističke istrage.

## Politika
Sadašnji predsjednik Ekvatorijalne Gvineje je Teodoro Obiang Nguma Mbasogo. Ustav države iz 1982., napisan uz pomoć UN-a, daje Obiangu široke ovlasti, uključujući i imenovanje i razrješenje članova Vlade, donošenje zakona ukazima, raspuštanje Zastupničkog doma, pregovare i ratifikacije ugovora i ovlast vrhovnog zapovjednika oružanih snage. Premijer Vicente Ehate Tomi je imenovan od strane Obianga a djeluje pod ovlastima koje mu odredi predsjednik.
Tijekom tri desetljeća svoje vladavine, Obiang je pokazivao malo tolerancije za oporbu. Dok je zemlja nominalno višestranačka demokracija, izbori se općenito smatraju prijavarom. Prema Human Rights Watchu, diktatura pod predsjednikom Obiangom je "koristila naftni bum samo kako bi se učvrstila i sama dodatno obogatila na račun stanovnika." Od kolovoza 1979. dogodilo se nekih 12 stvarnih i uočenih neuspješnih pokušaja puča. "Stvarni" pokušaji pučeva često su bili pokušaji suparničkih elita za iskorištavanjem državnih gospodarskih resursa.
Ekvatorska Gvineja je dospjela godine 2004. na naslovnice kada je zrakoplov s navodnim sumnjivim plaćenicima presreten u Zimbabveu, a navodno na putu za rušenje Obianga. Izvješće iz studenog 2004. prozivalo je Marka Thatchera kao financijera pokušaja prevrata u organizaciji Simona Manna (bivšeg časnika britanske vojske i kasnije plaćenika). Razna izvješća također su prozivala organizaciju MI6 iz Velike Britanije, američku CIA-u te Španjolsku, kao skrivene pristaše pokušaja puča. Ipak, izvješće Amnesty Internationala objavljeno u lipnju 2005. o suđenju koje je uslijedilo za one koji su navodno bili uključeni istaknulo je neuspjeh tužiteljstva u donošenju uvjerljivih dokaza da je uopće došlo do pokušaja puča. Simon Mann je pušten iz zatvora na 3. studenog 2009. iz humanitarnih razloga.
Istraga Američkog Senata iz 2004. oko Riggs banke sa sjedištem u Washingtonu otkrila je, da je obitelj predsjednika Obianga dobila ogromne uplate iz američkih naftnih kompanija, kao što su Exxon Mobil i Amerada Hess. Od 2005., tvrtka Military Professional Resources Inc., privatna međunarodna vojna kompanija sa sjedištem u SAD-u, radi u Ekvatorskoj Gvineji na obuci policijskih snaga oko poštovanja odgovarajućih ljudskih prava. Godine 2006., američka državna tajnica Condoleezza Rice pozdravila je Obianga kao "dobrog prijatelja", unatoč opetovanim kritikama oko poštovanja ljudskih prava i građanskih sloboda. Američka agencija za međunarodni razvoj sklopila je Memorandum o razumijevanju s Obiangom u travnju 2006., s ciljem razvoja socijalnoga razvojnoga fonda u zemlji, provedbe projekata u području zdravstva, obrazovanja, ženskih prava i okoliša.
Godine 2006. Obiang je potpisao uredbu o zabrani svih oblika zlostavljanja i neprimjerenog postupanja u Ekvatorskoj Gvineji te je godine 2007. naručio obnovu i modernizaciju zatvora Crna Plaža kako bi se osiguralo humano postupanje prema zatvorenicima.  Međutim, ljudska prava se krše i dalje. Human Rights Watch i Amnesty International su među ostalim nevladinim organizacijama dokumentirali teška kršenja ljudskih prava u zatvorima, uključujući mučenje, premlaćivanje, neobjašnjive smrti i nezakonito pritvaranje.
Organizacija za borbu protiv korupcije Transparency International svrstala je ovu državu u TOP 12 najkorumpiranijih država. Protiveći se zahtjevima za većom transparentnošću, Obiang već dugo drži stav da su prihodi od nafte državna tajna. Godine 2008. zemlja je postala kandidat Extractive Industries Transparency Initiative – međunarodnog projekta s ciljem promicanja otvorenosti oko državnih prihoda od prodaje nafte – ali se nije uspjela plasirati do roka u travnju 2010. Savjetodavna skupina Global Witness je lobirala da SAD djeluje protiv Obiangova sina, Teodorina, koji je potpredsjednik Vlade i ministar. Ona kaže da postoje vjerodostojni dokazi da je potrošio milijune kupujući vilu u Malibuu, u Kaliforniji i privatni zrakoplov koristeći korupcijom stečena sredstva – što bi trebali biti razlozi za uskraćivanje vize. U veljači 2010., Ekvatorska Gvineja je potpisala je ugovor s MPRI podružnicom američke obrambene korporacije, L3 Communications za obalni pomorski nadzor i sigurnost u Gvinejskom zaljevu.
Obiang je reizabran za dodatni mandat godine 2009. na izborima koje je Afrička unija ocijenila kao "u skladu s izbornim zakonom". Obiang je godine 2010. ponovno imenovao za premijera Ignacija Milama Tanga.
Pod Obiangom, poboljšana je osnovna infrastruktura Ekvatorske Gvineje. Asfalt sada pokriva više od 80% državnih cesta a morske i zračne luke se grade po cijeloj zemlji. Međutim, kada je britansko parlamentarno i medijsko izaslanstvo obišlo zemlju kao predsjednički gosti godine 2011., Guardian je izvijestio je da se po njima vrlo malo građana okoristilo od tih poboljšanja, da su vrlo često autoceste s tri prometne trake puste kao i mnoge novoizgrađene zgrade.
Obiangov režim je saveznik SAD-a. Tijekom sastanka na marginama nedavne Opće skupštine Ujedinjenih naroda, Obiang je pozvao SAD da jačanje suradnje između SAD-a i Afrike.

### Administrativna podjela
Ekvatorska Gvineja je podijeljena u 7 pokrajina (glavni gradovi su u zagradama):
1. Annobón (San Antonio de Palé)
2. Sjeverni Bioko (Malabo)
3. Južni Bioko (Luba)
4. Središnji jug (Evinayong)
5. Kié-Ntem (Ebebiyín)
6. Primorje (Bata)
7. Wele-Nzas (Mongomo)

Pokrajine su podijeljene u okruge.